# Definitely Maybe
Definitely Maybe es el álbum debut del grupo británico Oasis, publicado el 29 de agosto de 1994 por Creation Records. Reuniendo varias características del rock & roll británico desde los Beatles y Rolling Stones, Definitely Maybe alcanzó el 1.° de álbumes en las listas del Reino Unido en septiembre de 1994 y sorprendentemente, el álbum vendió alrededor de 1.700.000 copias en Estados Unidos.

## Recepción comercial
En total hasta el día de hoy el disco ha vendido alrededor de 15 millones en todo el mundo. Este álbum, junto con el tercer álbum de la banda Blur, Parklife, fueron las bases que popularizaron el britpop y el rock alternativo británico por todo Reino Unido, que posteriormente alcanzaría su apogeo a mediados de los 90 y que se expandió con alto éxito y popularidad por todo el mundo.
Al año siguiente, Oasis grabaría (What's the Story) Morning Glory?, disco que los propulsaría todavía más a la fama internacional, convirtiendo a la banda en uno de los artistas que dominaron el mundo musical y a la prensa desde mediados de la década de los 90s hasta inicios de los años 2000.
En febrero de 2008 en una encuesta realizada por Q Magazine entre 11 000 votantes, este álbum fue elegido mejor álbum británico de todos los tiempos, quedando en segundo lugar otro álbum de Oasis el multiplatino (What's the Story) Morning Glory?.
En 2014, el álbum celebró 20 años con calificación de Billboard.
En 2022, el álbum fue incluido en el número 65 en Los 100 mejores álbumes debut de todos los tiempos, según Rolling Stone.

## Fondo
Oasis, anteriormente llamado Rain, fue formado en 1991 por Liam Gallagher, Paul "Bonehead" Arthurs, Paul "Guigsy" McGuigan y Tony McCarroll. Al grupo pronto se unió el hermano mayor de Liam, Noel, quien insistió en que el grupo le daría el control total y trabajaría hacia la fama mundial si se unía. Oasis firmó con el sello discográfico independiente Creation Records en 1993. El sencillo "Columbia" de edición limitada de 12" se lanzó ese mismo año como un adelanto para periodistas y programas de radio, y fue recogido inesperadamente por BBC Radio 1, que lo reprodujo 19 veces en las dos semanas posteriores a su lanzamiento. El primer sencillo comercial de la banda, "Supersonic", se lanzó el 11 de abril de 1994. La semana siguiente, debutó en el puesto 31 en la lista de singles británica. La canción fue seguida por "Shakermaker" en junio de 1994, que debutó en el puesto 11 y le valió al grupo una aparición en Top of the Pops.

## Grabación
Oasis contrató al estudio Monnow Valley cerca de Rockfield a finales de 1993 para grabar el álbum. Su productor era Dave Batchelor, a quien Noel conocía de sus días trabajando como roadie para los Inspiral Carpets. Las sesiones fueron insatisfactorias y Bonehead recordó: "No estaba sucediendo. [Batchelor] era la persona equivocada para el trabajo... tocábamos en esta gran sala, entusiasmados por estar en este estudio, tocando como siempre tocábamos, él decía: "Entra y escucha", y decíamos, 'Eso no suena como sonó en esa habitación. ¿Qué es eso?' era flaco, débil, demasiado limpio". Las sesiones en Monnow Valley costaban £ 800 por día. A medida que las sesiones resultaron cada vez más infructuosas, el grupo comenzó a entrar en pánico. Bonehead dijo: "Noel hablaba frenéticamente por teléfono con la gerencia y decía: 'Esto no está funcionando'. Que no sucediera fue un poco aterrador". Batchelor fue despedido, y Noel trató de hacer uso de la música ya grabada llevando las cintas a varios estudios de Londres. Tim Abbot de Creation Records dijo mientras visitaba a la banda en Chiswick, "McGee, Noel, yo y varias personas tuvimos una gran sesión, y la escuchamos una y otra vez, todo lo que pude pensar fue: "no tengo el ataque", no hubo inmediatez".
En enero de 1994, el grupo regresó de un viaje desafortunado a Ámsterdam y se dispuso a regrabar el álbum en Sawmills Studio en Cornwall. Esta vez las sesiones fueron producidas por Noel junto a Mark Coyle. El grupo decidió que la única forma de replicar su sonido en vivo en el estudio era grabar juntos sin insonorización entre instrumentos individuales, con Noel sobregrabando numerosas guitarras después. Bonehead dijo: "Ese era el truco favorito de Noel: bajar la batería, el bajo y la guitarra rítmica, y luego él lo golpeaba. 'Menos es más' realmente no funcionó entonces". Los resultados aún se consideraron insatisfactorios, y había pocas posibilidades de otro intento de grabar el álbum, por lo que se tuvieron que utilizar las grabaciones ya realizadas. Desesperado, Marcus Russell de Creation se puso en contacto con el ingeniero y productor Owen Morris, quien previamente había mezclado las canciones del álbum. Morris recordó después de escuchar las grabaciones de Sawmills, "Solo pensé, 'Se han equivocado aquí'. Supuse que en esa etapa Noel estaba completamente jodido. Marcus dijo: 'Puedes hacer lo que quieras, literalmente, lo que quieras'". Entre las primeras tareas de Morris estaba eliminar las capas de sobregrabaciones de guitarra que Noel había agregado, aunque señaló que las sobregrabaciones le permitieron construir la dinámica musical de canciones como "Columbia" y "Rock 'n' Roll Star".
Morris trabajó en la masterización del álbum en el estudio de Johnny Marr en Mánchester. Recordó que Marr estaba "horrorizado por lo 'en tu cara' que estaba todo el asunto" y cuestionaba las opciones de mezcla de Morris, como dejar el ruido de fondo al comienzo de "Cigarettes & Alcohol". Inspirado por el uso de retardo de cinta de Phil Spector en la batería de la canción de John Lennon "Instant Karma!" y el uso de Tony Visconti del Eventide Harmonizer en la batería del álbum Low de David Bowie, Morris agregó retrasos de cinta de corchea en la batería, lo que dio un ritmo adicional a los ritmos básicos de McCarroll. Se empleó el retardo de cinta para doblar la batería de "Columbia", dando a la canción un ritmo más rápido, y se programaron panderetas en varias canciones para seguir los éxitos de la caja de McCarroll. Morris también usó una técnica que había aprendido de Bernard Sumner mientras grababa el álbum homónimo del grupo Electronic de Sumner, enrutando el bajo a través de un Minimoog y usando los filtros para eliminar los agudos, que usó para ocultar una interpretación imprecisa, y comprimió fuertemente la mezcla final hasta un punto que admitió que era "más de lo que normalmente se consideraría 'profesional'".
Morris completó su mezcla final del disco en la consola Neve antigua durante el fin de semana festivo en mayo en Studio 5 en Matrix Recording Studios en el distrito de Fulham de Londres. El periodista musical John Harris señaló: "El milagro fue que la música que había pasado por tantas manos sonaba tan dinámica: el guiso cargado de guitarras que había heredado Morris había sido remodelado para convertirlo en algo positivamente manejable".

## Diseño de portada
La fotografía de la portada del álbum fue tomada por el fotógrafo de rock Michael Spencer Jones en la casa del guitarrista Bonehead. La imagen se inspiró en la portada del LP recopilatorio de 1966 de los Beatles "A Collection of Beatles Oldies" y en la posición de Liam en el suelo, en una visita que Spencer Jones había hecho a la sección de egiptología del Museo de Ciencias de Mánchester. En una entrevista de 2019, Spencer Jones dijo que la idea de fotografiar a la banda en la casa de Bonehead vino de Noel, quien originalmente quería que la banda estuviera sentada alrededor de la mesa del comedor de Bonehead; Spencer Jones, en cambio, sugirió sacar las fotos en el salón, frente a un ventanal. También dijo que le pidió a Liam que se tumbara en el suelo para desviar la atención del suelo de madera de la habitación, que en su opinión haría que la imagen pareciera un anuncio de barniz. La copa de vino a la derecha de Liam estaba llena de Ribena diluido; aunque una leyenda urbana sugiere que esto se usó porque la banda no podía pagar el vino, Spencer Jones explicó que en realidad era porque el vino tinto a menudo resulta negro en lugar de rojo en las imágenes.
Spencer Jones pidió a la banda que les trajera objetos de valor personal al rodaje. La televisión muestra una escena con los actores Eli Wallach y Antonio Casale de la película de Sergio Leone "The Good, the Bad and the Ugly". Un fotograma del actor Gian Maria Volonté de otra película de Leone, A Fistful of Dollars, es visible en la televisión en la contraportada. Según Spencer Jones, esta era la película favorita de Noel. Una foto del futbolista Rodney Marsh jugando para el Manchester City (el equipo de fútbol de los Gallaghers y McGuigan) está apoyada contra la chimenea. Una fotografía del futbolista George Best se puede ver en la ventana a instancias de Bonehead, un fanático del Manchester United. También se muestra un cartel (en realidad, el interior de una funda plegable) de Burt Bacharach, uno de los ídolos de Noel, apoyado contra el costado del sofá en la parte inferior izquierda de la cubierta. Algunos escritores creen que Oasis estaba tratando de rendir homenaje a la portada del álbum Ummagumma de Pink Floyd colocando la imagen de Bacharach en la misma posición destacada que se usó para la banda sonora de la película Gigi de Vincente Minnelli en Ummagumma.

## Lanzamiento y promoción
El lanzamiento de Definitely Maybe fue precedido por un tercer sencillo, "Live Forever", que fue lanzado el 8 de agosto de 1994 y se convirtió en el primer sencillo entre los diez primeros del grupo. El continuo éxito de Oasis permitió en parte a Creation superar un período de dificultades financieras; el sello todavía tenía 2 millones de libras esterlinas en deuda, por lo que a Tim Abbot solo se le dieron 60.000 libras esterlinas para promover el próximo álbum. Abbot trató de determinar la mejor manera de utilizar su pequeño presupuesto: "Regresaba a Midlands cada dos semanas y la gente que conocía decía: 'Oasis es genial. Esto es lo que escuchamos'. Y yo pensaba: "Bueno, ustedes no compran sencillos. No leen el NME. No leen Q. ¿Cómo conseguimos agradarle a la gente?'". Abbot decidió colocar anuncios en publicaciones a las que Creation nunca se había acercado, como revistas de fútbol, programas de partidos y música de baile del Reino Unido. Sus sospechas de que Oasis atraería a este público no tradicional se confirmaron cuando la revista de música dance Mixmag, que generalmente ignoraba la música basada en guitarras, le dio a Definitely Maybe una reseña de cinco estrellas.
Definitely Maybe fue lanzado el 29 de agosto de 1994. El álbum vendió 100.000 copias en sus primeros cuatro días. El 4 de septiembre, el álbum debutó en el número uno en las listas británicas. Vendió más que el segundo álbum más alto (The Three Tenors in Concert 1994, que había sido el favorito para encabezar las listas esa semana), en un factor de 50%. Las ventas de la primera semana le valieron a Definitely Maybe el récord del álbum debut más vendido en la historia británica. "Cigarettes & Alcohol" fue lanzado como el cuarto sencillo del álbum en octubre, alcanzando el puesto número 7 en el Reino Unido, que en ese momento era un récord para la banda. Noel dijo que "Slide Away" fue considerado como un quinto sencillo, pero finalmente se negó, argumentando: "No puedes tener cinco sencillos de un álbum debut".

## Recepción de la crítica
Definitely Maybe recibió una gran aclamación de la crítica y fue un éxito comercial, con muchos críticos y oyentes dando la bienvenida al valiente optimismo del álbum, particularmente en una era de rock dominada por el grunge estadounidense que parecía estar en desacuerdo con el álbum. Las habilidades melódicas y de composición de Noel, junto con la voz de Liam, recibieron elogios especiales. Keith Cameron de NME llamó a Noel "un artesano del pop en la tradición clásica y un maestro de su oficio" y creía que "lo único equívoco sobre Definitely Maybe es su título [...] todo lo demás grita certeza [...] El hecho es que demasiada emoción sincera, creencia ingeniosa y habilidad para escribir canciones patenta el álbum debut de Oasis para que sea obra de un grupo de comerciantes a cuerda [...] es como abrir las cortinas de tu habitación una mañana y descubrir que algunos han construido el Taj Mahal en su jardín trasero y luego lo han llenado con su sabor favorito de Angel Delight". Melody Maker le dio al álbum su calificación de estrellas que significa una compra "malditamente esencial", y su crítico Paul Lester dijo: "De todos los grandes nuevos grupos de pop británico, Oasis es el menos juguetón, el menos preocupado por los trucos de influencia posmodernos [ ...] Definitely Maybe es 'Lo que el mundo estaba esperando', un disco lleno de canciones para vivir, hecho por una pandilla de imprudentes del norte a los que fácilmente puedes soñar con unirte [...] Si no estas de acuerdo en que ofrece una docena de oportunidades para creer que 1994 es el mejor año para la música pop/rock, entonces estás equivocado".
Stuart Maconie de Q describió Definitely Maybe como "un álbum de rock / pop escandalosamente emocionante... un revoltijo de glamour, punk y psicodelia, lo has escuchado todo antes, por supuesto, pero no desde el debut de Stone Roses tienes un joven grupo de Lancaster que se comporte con tal vigor y despreocupación". Mike Pattenden de Vox afirmó que "ocasionalmente - y en esta industria voraz, egoísta y caprichosa es solo ocasionalmente - algo se materializa que justifica la interminable mierda que representa su dieta diaria ... las 11 canciones que componen Definitely Maybe [...] yacen brillando como un cristal tallado entre los escombros de las habitaciones de hotel de la nación". Escribiendo en Mojo en 1994, Jim Irvin sintió que el disco estaba "muy cerca" del "debut que habían planeado. Ciertamente, cuando se lo pone junto a la música endeble y sin compromiso de la mayoría de las nuevas bandas británicas, Definitely Maybe escupe plumas... Valiente, rock adolescente, vivificante y adictivo".
En los EE. UU., Rolling Stone incluyó el álbum en su resumen de fin de año de los discos más importantes de 1994, con Paul Evans diciendo: "Liam Gallagher tiene la genialidad dada por Dios. Y con su hermano Noel proporcionándole rockeros suntuosos, es fácil ver por qué este quinteto es el modelo del próximo año. Más pesado en la guitarra que Blur o Suede, son el conjunto más simple y pegadizo". Neil Strauss de The New York Times escribió sobre las canciones; "Por sí solo, cada uno suena como un clásico, ondulado con fuertes ganchos de guitarra, fuertes ritmos de baile y coros memorables".

## Lista de canciones
Todas las canciones escritas y compuestas por Noel Gallagher. 
| N.º   | Título                  | Duración |  |
| 1.    | «Rock 'n' Roll Star»    | 5:23     |  |
| 2.    | «Shakermaker»           | 5:10     |  |
| 3.    | «Live Forever»          | 4:38     |  |
| 4.    | «Up In The Sky»         | 4:28     |  |
| 5.    | «Columbia»              | 6:17     |  |
| 6.    | «Supersonic»            | 4:44     |  |
| 7.    | «Bring It On Down»      | 4:17     |  |
| 8.    | «Cigarettes & Alcohol»  | 4:50     |  |
| 9.    | «Digsy's Dinner»        | 2:32     |  |
| 10.   | «Slide Away»            | 6:32     |  |
| 11.   | «Married With Children» | 3:21     |  |
| 52:00 |                         |          |  |

| Edición Mexicana |            |          |  |
| N.º              | Título     | Duración |  |
| 12.              | «Whatever» | 6:22     |  |
| 58:22            |            |          |  |

| Edición Japonesa |                                       |          |  |
| N.º              | Título                                | Duración |  |
| 1.               | «Rock 'n' Roll Star»                  | 5:23     |  |
| 2.               | «Shakermaker»                         | 5:10     |  |
| 3.               | «Live Forever»                        | 4:38     |  |
| 4.               | «Cloudburst» (Lado B de Live Forever) | 5:20     |  |
| 5.               | «Up In The Sky»                       | 4:28     |  |
| 6.               | «Sad Song» (Lado B de Supersonic)     | 4:27     |  |
| 7.               | «Columbia»                            | 6:17     |  |
| 8.               | «Supersonic»                          | 4:44     |  |
| 9.               | «Bring It On Down»                    | 4:17     |  |
| 10.              | «Cigarettes & Alcohol»                | 4:50     |  |
| 11.              | «Digsy's Diner»                       | 2:32     |  |
| 12.              | «Slide Away»                          | 6:32     |  |
| 13.              | «Married With Children»               | 3:09     |  |
| 61:45            |                                       |          |  |

### Versión en vinilo
| Lado A |                      |          |  |
| N.º    | Título               | Duración |  |
| 1.     | «Rock 'n' Roll Star» | 5:23     |  |
| 2.     | «Shakermaker»        | 5:10     |  |
| 3.     | «Live Forever»       | 4:38     |  |
| 15:11  |                      |          |  |

| Lado B |                 |          |  |
| N.º    | Título          | Duración |  |
| 1.     | «Up In The Sky» | 4:28     |  |
| 2.     | «Columbia»      | 6:17     |  |
| 3.     | «Sad Song»      | 4:30     |  |
| 15:15  |                 |          |  |

| Lado C |                        |          |  |
| N.º    | Título                 | Duración |  |
| 1.     | «Supersonic»           | 4:44     |  |
| 2.     | «Bring It On Down»     | 4:17     |  |
| 3.     | «Cigarettes & Alcohol» | 4:50     |  |
| 13:51  |                        |          |  |

| Lado D |                         |          |  |
| N.º    | Título                  | Duración |  |
| 1.     | «Digsy's Diner»         | 2:32     |  |
| 2.     | «Slide Away»            | 6:32     |  |
| 3.     | «Married With Children» | 3:12     |  |
| 12:16  |                         |          |  |

## Personal
- Liam Gallagher – voz principal, pandereta, producción.
- Noel Gallagher – guitarra líder, piano, coros, producción, bajo.
- Paul Arthurs – guitarra rítmica, piano, producción.
- Paul McGuigan – bajo, producción.
- Tony McCarroll – batería
- Anthony Griffiths – coros en "Supersonic".

## DVD
Definitely Maybe - El DVD marcó el décimo aniversario del álbum con un "behind the scene" (tras las cámaras) de cómo se fue haciendo el álbum. Incluye la canción "Sad Song", que originalmente se presenta en la versión de vinilo de este álbum. El DVD ganó el premio NME para Mejor DVD, por encima de Nirvana With the Lights Out, Pixies Pixies, Scissor Sisters We Are Scissor Sisters And So Are You y The White Stripes Live Under Blackpool Lights.
Noel dijo: "Liam está demasiado abrumado para subir a recoger el premio... aparte de eso está en el baño "siendo muy 1995". Me gustaría también dar las gracias a Alan McGee. Todo lo que voy a decir es: nuestro contrato... seis semanas."

## Posiciones en las listas
Álbum - Billboard (EE. UU)
| Año  | Lista             | Posición |
| ---- | ----------------- | -------- |
| 1994 | Heatseekers       | 1        |
| 1995 | The Billboard 200 | 58       |

Sencillos - Billboard (EE. UU)
| Año  | Sencillo             | Lista                  | Posición |
| ---- | -------------------- | ---------------------- | -------- |
| 1994 | "Supersonic"         | Modern Rock Tracks     | 11       |
| 1995 | "Live Forever"       | Mainstream Rock Tracks | 10       |
| 1995 | "Live Forever"       | Modern Rock Tracks     | 2        |
| 1995 | "Rock 'N' Roll Star" | Modern Rock Tracks     | 36       |